# De Hoop van Brugge
De Hoop van Brugge is een politiek blad en roddelkrant in Brugge uitgegeven van 1846 tot 1848 door Jules Horta.

## Geschiedenis
Op 1 oktober 1846 verscheen in Brugge het eerste nummer van een nieuwsblad onder de titel De Hoop van Brugge. Het blad verscheen aanvankelijk tweemaal per week, hetgeen in de loop van 1847 op drie edities per week werd gebracht. De Hoop van Brugge heeft amper twee jaar stand gehouden. 
Over dit blad zijn de beschikbare bronnen:
- veertien nummers van het blad,
- een dossier "Klacht Jagers-verkenners tegen Horta",
- een dossier "Klacht Horta tegen Alphonse Bogaert",
- een  dossier "Huiszoekingen bij abt Beeckman",
- een dossier Van Noorbeeck tegen Horta en Claeys.

Ook al was dit niet voldoende om exhaustief te handelen over een blad dat in totaal ongeveer 250 afleveringen kende, het maakte toch een betere kennismaking mogelijk.

## Jules Horta
Jules Pierre Jacques Horta, drukker en uitgever van De Hoop van Brugge werd in Brugge geboren op 16 mei 1824. Ondanks zijn wat vreemde naam was hij derde generatie Bruggeling. Zijn vader was schoenmaker Louis Horta en zijn moeder Louise Gerbo, beiden in Brugge geboren. In 1830 overleed Louise Gerbo vroegtijdig. Op dat ogenblik waren man en vrouw als visverkopers ingeschreven op het adres Huidenvettersplein B16-60. Minstens in 1846 woonde Louis Horta in Rijsel en het jaar daarop was hij schoenmaker in Parijs.
Jules deed een behoorlijke kennis op van het Nederlands en het Frans. Hij trouwde op 10 juli 1846 in Tielt met Hortense Ferraille en kreeg twee kinderen, beide in Brugge geboren: Aurore Julienne (3 september 1847) en Auguste Charles (23 april 1849). Ze woonden in Tielt, omdat hij toen werkte bij zijn drie jaar oudere broer Louis Horta-Delaere, uitgever van De Thieltenaar, van de Roeselaarse krant De Fabrikant en later in Brussel, gedurende enkele maanden van De Vlaemsche Stem. 
Jules Horta vestigde zich vanaf 1 mei 1844, als drukker in de Meestraat in Brugge. In september 1849 verhuisde hij naar de Langestraat A10-48, om het jaar daarop te verhuizen naar Parijs, waar hij op 14 januari 1864 overleed, amper 39 jaar geworden.

## Uitgever
Horta was amper 22 toen hij de Hoop van Brugge uitgaf. Hij deed dit als uitgever, en  liet de redactie aan anderen over. Hij hield zich hoofdzakelijk bezig met zijn winkeltje van kantoorbenodigdheden, kerkboeken, enz., en met zijn drukkerij.
Nominaal was hij eigenaar van het blad. Hij kon er zeker niet van leven en wellicht ook niet van zijn winkeltje, gelegen in een niet commercieel straatje. Het is dus niet onmogelijk dat hij een occulte geldschieter had. Hij vertrouwde de redactie toe aan drie opeenvolgende redacteurs.

## Redacteurs

### Petrus Deny
Petrus Bruno Deny werd in Menen geboren op 22 oktober 1807, als zoon van huisschilder Pieter Deny en van Barbara Mulier. Hij huwde met Anna Maria Joos die op 3 juli 1805 in Brugge geboren was. Het echtpaar had minstens negen kinderen. Een zus van de echtgenote huwde met drukker Louis Herreboudt, die in 1845 de Gazette van Brugge overnam.
Deny oefende opeenvolgende beroepen uit: bediende bij de provincie West-Vlaanderen, winkelier, koopman in lakens, letterkundige, kantoorschrijver en  schrijver. In 1842 werd hij ondervoorzitter van de toneelvereniging Kunstliefde. Hij schreef in 1840 een toneelstuk onder de titel, De Coninck en Breydel. 
De armtierige buurten waarin hij ging wonen, tonen aan dat het hem na 1846 niet meer voor de wind ging. Hij overleed in het Sint-Janshospitaal op 29 april 1858.
Hij werd in oktober 1846 de hoofdopsteller van De Hoop van Brugge en bleef dit tot begin september 1847, waarna hij naar Tielt vertrok. Na 1850 werkte hij waarschijnlijk mee aan het Burgerwelzijn in Brugge, in een bescheiden en weinig vergoede activiteit, onder de leiding van de hoofdopstellers en uitgevers Jan Fockenier en A. J. Boeteman.
In de Hoop van Brugge was hij de spreekbuis van de verschillende volksmaatschappijen die toen actief waren.
Slechts drie nummers uit zijn periode zijn bewaard zodat het gewaagd is een analyse te maken. Het eerste nummer bevatte een programmaverklaring die een eerder apolitieke koers aankondigde. Dit werd niet lang volgehouden en de krant was weldra volledig verwikkeld in hoogoplopende perspolemieken, vooral gericht tegen de katholieke regering de Theux, maar ook tegen de clerus en de katholieke kerk. 
Naast dit alles vond men er ook het element plagerijen en roddels in terug dat door veel kranten, in ieder geval door de populaire gazetten in ere werd gehouden. Soms bracht dit de Hoop in contact met de gerechtelijke instanties, zoals bij de publicatie van een spotdicht (in het Frans) op de Brugse Jagers-verkenners, in het nummer van 17 juli 1847. De Burgerwacht legde hiertegen klacht neer, leden van de Jagers-verkenners dreigden ermee de Hoop publiek op de Markt te verbranden, de Verbroedering van de onderofficieren van de Jagers-verkenners tekende hevig protest aan: de Hoop stond volop in de belangstelling.

### Benoît Beeckman
Priester Benoît Beeckman was de redacteur van september 1847 tot 2 mei 1848. Hij was een in Brugge bekende figuur, berucht en geducht vanwege de heftige pamfletten die hij publiceerde. Hij wilde Worstelen voor waarheid en recht, tegen volksbedriegers en verdrukkers, voor de belangen van beledigden, die troost en bescherming. Volgens Beeckman was zijn werk bij de Hoop een succes, maar toch liep het verkeerd. Volgens hem werd hij tegengewerkt door verwaande weetniets en had hij nooit verwacht dat de eigenaar en uitgever zelf het hem beu zou maken. De breuk tussen beiden kwam in mei 1848 en tien dagen later verscheen het eerste nummer van Beeckmans' eigen krant, Het Brugsche Vrije.
Bij de overname van de redactie door Beeckman was de politieke geografie grondig gewijzigd. De regering de Theux had de plaats geruimd voor het liberale kabinet geleid door Charles Rogier en de Hoop van Brugge steunde deze regering. De kop van jut was vooral de op post gebleven provinciegouverneur Felix de Mûelenaere. Maar ook katholiek gemeenteraadslid Karel Serweytens kreeg de volle laag, net als de jezuïeten, de clerus uit de onderwijssector en alles wat katholiek was. Maar ook de liberale krantenuitgever Alphonse Bogaert kreeg er van langs.

### Louis Claeys
De derde en laatste redacteur, Louis Claeys, was dit van 3 mei tot 30 augustus 1848. In Brugge geboren in 1823 was Claeys klerk bij de liberale notaris J. van Sieleghem-Questier. Hij was de zoon van de al overleden Jan Claeys, in leven ontvanger van de plaatsrechten op de kleine vismarkt en leefde bij zijn moeder, visverkoopster Marie Henninck (1796-1848), in de Waalsestraat B12-72. Louis huwde in 1852 met de kleermaakster Caroline Verstichele en ze verhuisden naar de Meestraat B2-40. Hun dochtertje, Emma, werd op 7 juni 1853 geboren maar stierf al op 5 oktober van hetzelfde jaar. Enkele dagen later, op 30 oktober 1853 was het Louis Claeys zelf die overleed, ten gevolge van tuberculose wellicht. Hij was amper 31 jaar.
Ook al vermeldde zijn identiteitsfiche dat hij behoorlijk Vlaams en Frans sprak en schreef, en ook al was hij nooit eerder veroordeeld, was Louis Claeys alles behalve een engeltje. Politiecommissaris De Jonghe wist over hem het volgende te melden: hij was een onwaardige zoon die zijn moeder mishandelde en haar regelmatig een pak slaag gaf, hij zocht overal en met iedereen ruzie, hij dronk buitenmatig, hij was de toegang ontzegd door talrijke cafés en hij was de commissaris tot in zijn eigen woning komen bedreigen. 
Uit de periode Claeys zijn slechts vier exemplaren van de Hoop bewaard. Weinig dus om de politieke invloed ervan te kunnen achterhalen en het verschil met de vorige periode te kunnen vaststellen. Twee elementen vallen nochtans op: de kritiek op de regering Rogier en de grote sympathie voor de zopas uitgeroepen Franse republiek.
Wat het eerste betreft, waren het niets dan klachten over de rijkdom in Brussel die schril afstak tegen de ellende in Vlaanderen: Vlaenderen ligt op haar doodsbed… maar Brussel feest… Daar waar Beeckman in zijn nieuwe Brugsche Vrije nog een hele tijd de liberale regering bleef steunen, hield de Hoop hier vanaf zijn nummer van 6 mei 1848 mee op.
De Hoop deed hierbij ook constructieve voorstellen. Vooral in twee artikels van 9 mei 1848 onder de titel Wat wij willen, kon men het meest coherente programma vinden dat in de beschikbare nummers van de krant te vinden is. De grondidee was: "Waar vroeger vaderlandsliefde kon steunen op een absolute vorst, op taal, op historische oorsprong, op eenheid van godsdienst, moeten wij die thans grondvesten op de vrijheidsliefde, op de democratische grondwet en op de bekommernis voor ieder Belg zonder werk, zonder bestaan, zonder geleerdheid. Leger, diplomatie, ambtenarij: allemaal nutteloze uitgaven en bronnen van misbruiken en privileges. Vermeerdering van het aantal kiezers: een druppel op een hete plaat. De beloften van industrialisering en werkverschaffing? Woorden in de wind. Wat moest er dan wel gebeuren? Er moest een kosteloos democratisch onderwijs voor allen komen. Dan pas zouden er niet meer in de Vlaenderen, 500.000 menschen van honger sterven".
Het tweede element van belangstelling was de pas opgerichte Franse republiek, die op de onverholen sympathie van de Hoop kon rekenen. Geen wonder dat Horta enkele maanden later, toen voor hem in Brugge niets meer te verdienen viel, zijn geluk in Parijs ging beproeven.
De politieke optiek was in de derde periode dus wel enigszins anders dan onder de twee vorige redacteurs. Ook de omstandigheden, zowel nationaal als internationaal waren op korte tijd heel wat gewijzigd.
Wat in ieder geval niet verminderde was het roddelaspect van het krantje. Nog meer, of minstens evenveel als onder Beeckman, ging het om persoonlijke afrekeningen, waar de politiek maar weinig mee te maken had. Uit het gerechtelijk dossier tegen Claeys leren we enkele burgers kennen die door hem werden aangepakt: de guanohandelaar Edouard Delescluse, broer van schepen Louis Delescluse, de boekweitmulder Charles De Ghelder-Derre en vooral de brouwer Lambert van Noorbeeck Saint-Martin.
Louis Claeys hield er op 30 augustus 1846 mee op en Jules Horta gaf er kort daarop de brui aan.

## Conclusies
- De uitgever van de Hoop van Brugge, Jules Horta, was een jonge snaak, zonder ervaring, die zich onbesuisd in het journalistieke avontuur stortte. Geen wonder dat hij zich op minder dan twee jaar tijd volkomen onmogelijk maakte, de publicatie moest staken en enkele maanden later uit Brugge verdween.
- De protagonisten van de Hoop van Brugge stelden zich, uit voortvarendheid of uit verbittering, op extreme wijze op tegen ongeveer alles en iedereen die enig maatschappelijk gezag had: de geestelijkheid en de kloosters, de katholieke organisaties, de katholieke politici, de katholieke pers maar ook bij tijd en wijle de liberale voormannen en hun pers. Deze tot mislukken gedoemde houding was niet lang vol te houden.
- De verbittering of de jeugdigheid waren de oorzaak voor een stroom van persoonlijke, meestal weinig steekhoudende en triviale aanvallen, die de grens van het welvoeglijke vaak overschreden. Dit maakte van het blad een roddelkrant die ongetwijfeld gretig werd gelezen maar een stijgend aantal vijanden kweekte die reageerden en tegen wie uitgever en redacteurs niet opgewassen waren.
- Doorheen de verschillen van aanpak en van stijl die tot uiting kwamen tijdens de drie opeenvolgende redactieperiodes – en met het nodige voorbehoud, gelet op het gering aantal bewaarde nummers – kan men het blad catalogeren als een volks en radicaal persorgaan, dat niet zozeer een coherent maatschappelijk project uitdroeg, dan wel met alle middelen en argumenten (ook de meest triviale) de machthebbers en de bezitters aanviel. In deze zin kan men gewagen van een anarchistische ingesteldheid.